# 18159 Andrewcook
18159 Andrewcook (2000 PW10) là một tiểu hành tinh vành đai chính được phát hiện ngày 1 tháng 8 năm 2000 bởi nhóm nghiên cứu tiểu hành tinh gần Trái Đất phòng thí nghiệm Lincoln ở Socorro.